# Giddappanahalli, Gudibanda
Giddappanahalli là một làng thuộc tehsil Gudibanda, huyện Kolar, bang Karnataka, Ấn Độ.